# روبرت ك. تيتوس
روبرت ك. تيتوس (بالإنجليزية: Robert C. Titus)‏ هو محامي وقاضي وسياسي أمريكي، ولد في 24 أكتوبر 1839، وتوفي في 27 أبريل 1918. حزبياً، نشط في الحزب الديمقراطي. وقد انتخب عضو مجلس ولاية نيويورك.